# Mars superliga 1998/1999
Mars superliga v sezóně 1998/1999 byl v pořadí šestý ročník nejvyšší samostatné  fotbalové ligové soutěže na Slovensku. 

## Konečné pořadí
|    | Mužstvo                         | Z  | V  | R  | P  | VG | OG | B  | Poznámky                  |
| -- | ------------------------------- | -- | -- | -- | -- | -- | -- | -- | ------------------------- |
| 1  | ŠK Slovan Bratislava            | 30 | 21 | 7  | 2  | 56 | 11 | 70 | Liga mistrů - 2. předkolo |
| 2  | AŠK Inter Bratislava            | 30 | 21 | 5  | 4  | 64 | 15 | 68 | Liga UEFA - předkolo      |
| 3  | FC Spartak Trnava               | 30 | 19 | 7  | 4  | 59 | 20 | 64 | Liga UEFA - předkolo      |
| 4  | 1. FC Košice                    | 30 | 19 | 4  | 7  | 51 | 26 | 61 |                           |
| 5  | FK Ozeta Dukla Trenčín          | 30 | 15 | 8  | 7  | 53 | 25 | 53 |                           |
| 6  | MŠK Žilina                      | 30 | 15 | 3  | 12 | 36 | 42 | 48 |                           |
| 7  | MŠK SCP Ružomberok              | 30 | 12 | 10 | 8  | 31 | 31 | 46 |                           |
| 8  | 1. FC Tatran Prešov             | 30 | 11 | 10 | 9  | 38 | 35 | 43 |                           |
| 9  | FC Artmedia Petržalka           | 30 | 11 | 6  | 13 | 37 | 42 | 39 |                           |
| 10 | HFC Humenné                     | 30 | 10 | 5  | 15 | 24 | 37 | 35 |                           |
| 11 | FK Dukla Banská Bystrica        | 30 | 8  | 10 | 12 | 34 | 46 | 34 | Liga UEFA - 1. kolo       |
| 12 | FC Nitra                        | 30 | 7  | 7  | 16 | 28 | 48 | 28 |                           |
| 13 | ZTS Kerametal Dubnica nad Váhom | 30 | 8  | 4  | 18 | 28 | 60 | 28 |                           |
| 14 | MFK Baník Prievidza             | 30 | 6  | 6  | 18 | 34 | 56 | 24 |                           |
| 15 | FC Tauris Rimavská Sobota       | 30 | 5  | 7  | 18 | 29 | 56 | 22 | sestup do I. ligy         |
| 16 | BSC JAS Bardejov                | 30 | 2  | 1  | 27 | 14 | 66 | 7  | sestup do I. ligy         |

## Tabulka střelců
| Pořadí | Hráč              | Góly | Klub                      |
| ------ | ----------------- | ---- | ------------------------- |
| 1.     | Martin Fabuš      | 19   | Ozeta Dukla Trenčín       |
| 2.     | Vladimír Sýkora   | 14   | FC Tauris Rimavská Sobota |
| 3.     | Peter Babnič      | 13   | AŠK Inter Bratislava      |
| 3.     | Ľuboš Perniš      | 13   | Baník Prievidza           |
| 5.     | Ruslan Ljubarskyj | 12   | 1. FC Košice              |
| 6.     | Ľubomír Faktor    | 11   | FK Dukla Banská Bystrica  |
| 6.     | Marek Mintál      | 11   | MŠK Žilina                |
| 6.     | Attila Pinte      | 11   | AŠK Inter Bratislava      |
| 6.     | Štefan Rusnák     | 11   | FK Dukla Banská Bystrica  |
| 10.    | Luis Fabio Gomes  | 9    | FC Spartak Trnava         |
| 10.    | Vladislav Zvara   | 9    | 1. FC Košice              |

## Mistr
Sestava vítěze Corgoň ligy Slovanu Bratislava
- Brankáři: Tomáš Bernady, Miroslav König
- Obranci: Zsolt Hornyák, Andras Kereszturi, Ladislav Kozmer, Ladislav Pecko, Maroš Puchner, Miloš Soboňa, Roman Škrtel, Milan Timko, Stanislav Varga
- Záložníci: Jozef Antalovič, Marek Fabuľa, Richard Höger, Norbert Hrnčár, Martin Jančula, Róbert Novák, Pavol Sedlák, Róbert Tomaschek
- Útočníci: Sergej Borisenko, Tibor Jančula, Miroslav Kriss, Jozef Majoroš, Tomáš Medveď, Ľubomír Meszároš, Jozef Mužlay
- Trenér: Stanislav Griga

## Vítěz
| Mars superliga 1998/1999 ŠK Slovan Bratislava (4. titul) |